# سوسک آرد
سوسک آرد یکی از آفات سیلوهای غلات است؛ و به‌طور گسترده‌ای به عنوان حیوان آزمایشگاهی استفاده می‌شود، سوسک آرد گندم و سایر غلات را مصرف می‌کند، برای زنده ماندن به محیط‌های خیلی خشک نیاز دارد، و می‌تواند مقادیر بالایی از تابش را تحمل کند. سوسک آرد از آفات مهم در صنعت کشاورزی می‌باشد و نسبت به حشره کش بسیار مقاوم است.
سوسک آرد یکی از آفات مهم در انبار دان در گاوداری ها و مرغداری ها می باشند، که آسیب زیادی به دانه های خوراکی از جمله ذرت و جو می زنند. سوسک آرد از برنج و سایر غلات تغذیه می کند. سوسک گیج آرد نمی تواند پرواز کند ولی سوسک معمولی آرد قادر به پرواز در مسافت های کوتاه است.

## انواع
- سوسک سرخ آرد
- سوسک سیاه آرد
- سوسک زرد آرد